# Валтер фон Клинген
Валтер (III) фон Клинген (на немски: Walter (III) von Klingen; † 1 март 1286) е швейцарски средневековен поет, минезингер, рицар, благородник от род Клинген от Тургау, Швейцария, фогт на Бишофсцел.

## Биография
Той е син на фогт Улрих II фон Клинген († 1247/1251) и съпругата му Ита фон Тегерфелден († 1247/1249), наследничката на големи собствености на двата бряга на Рейн в Ааргау и Южен Баден. Внук е на Валтер фогт фон Клинген († сл. 1209).
Валтер става пълнолетен на 26 декември 1239 г. Около 1251 г. с брат си поделят наследството: Валтер получава собственостите на Горен Рейн с Клингнау в Ааргау и замък Верах в Баден.
През 1256/1257 г. Валтер е основател и дарител на доминиканския манастир Клингентал до Базел. През 1267 г. той е съдия в наследствения конфликт в Кибург. Валтер продава през 1272 г. градчето Вер и 1273 г. тамошния замък Верах на по-късния крал Рудолф I фон Хабсбург, на когото е братовчед, близък довереник и в неговата свита (особено 1273 – 1276 и 1283 г.).
Валтер е в „Codex Manesse“ като автор на осем песни. Резиденцията му е до Клингнау и през 1284 г. в Базел, където пише завещанието си.
Фамилията измира през 1395 г. в Земпах като войници на херцог Леополд III Хабсбург.

## Фамилия
Валтер III фон Клинген се жени пр. 6 юли 1249 г. за София фон Фробург († сл. 30 ноември 1291), дъщеря на граф Херман III фон Фробург († 1237) и Хайлвиг фон Хабсбург († 1263), дъщеря на граф и ландграф Рудолф II фон Хабсбург Добрия († 1232) и Агнес фон Щауфен-Брайзгау († 1232), леля на крал Рудолф I. Те имат децата:
- Катарина фон Клинген († 1296), омъжена I. пр. 1270 г. за Рудолф фон Лихтенберг (1270 – 1273), II. сл. октомври 1273 г. за граф Теобалд фон Пфирт († 1310/1311)
- Верена фон Клинген († пр. 27 юли 1314), омъжена пр. 10 април 1269 г. за граф Хайнрих II фон Феринген († сл. 1282)
- Улрих фон Клинген (* пр. 1252 – ?)
- Валтер фон Клинген (* пр.1252 – ?)
- Херман фон Клинген (* пр. 1252 – ?)
- Агнес фон Клинген (* пр. 1252 – ?)
- Херцелауда фон Клинген († сл. 1285), омъжена за Лудвиг фон Лихтенберг († сл. 1274/сл. 1282), син на Хайнрих II фон Лихтенберг († 1269) и втората му съпруга Елизабет
- Клара фон Клинген († ок. 10 юни 1291), омъжена пр. 5 януари 1278 г. за маркграф Хесо фон Баден († 13 септември 1297)
- Ита фон Клинген († сл. 1288)

## Издания на текстовете
- Pfaff, Friedrich: Die große Heidelberger Liederhandschrift (Codex Manesse) In getreuem Textabdruck, Titelausgabe der zweiten, verbesserten und ergänzten Auflage bearbeitet v. Hellmut Salowsky mit einem Verzeichnis der Strophenanfänge und 7 Schrifttafeln, Heidelberg 1995, Spalte 127 – 133